# Ohene Karikari
Ohene Karikari (né le 1er décembre 1954) est un athlète ghanéen, spécialiste des épreuves de sprint.

## Biographie
Il s'illustre lors des Jeux africains en s'imposant sur 100 m et 200 m lors de l'édition 1973, et sur 4 × 100 m lors de l'édition 1978.
En 1974, il décroche la médaille de bronze du 100 m aux Jeux du Commonwealth.
Il participe aux séries du 4 × 100 m lors des Jeux olympiques de 1972 à Munich.

## Palmarès
| Date | Compétition          | Lieu         | Résultat | Épreuve   | Temps   |
| ---- | -------------------- | ------------ | -------- | --------- | ------- |
| 1973 | Jeux africains       | Lagos        | 1er      | 100 m     | 10 s 60 |
| 1973 | Jeux africains       | Lagos        | 1er      | 200 m     | 21 s 13 |
| 1973 | Jeux africains       | Lagos        | 2e       | 4 × 100 m | 40 s 01 |
| 1974 | Jeux du Commonwealth | Christchurch | 3e       | 100 m     | 10 s 51 |
| 1974 | Jeux du Commonwealth | Christchurch | 2e       | 4 × 100 m | 39 s 61 |
| 1978 | Jeux africains       | Alger        | 3e       | 100 m     | 10 s 46 |
| 1978 | Jeux africains       | Alger        | 1er      | 4 × 100 m | 39 s 24 |

## Records
| Épreuve | Temps   | Lieu  | Date        |
| ------- | ------- | ----- | ----------- |
| 100 m   | 10 s 39 | Dakar | 2 août 1979 |